# Marquesado de Villamayor de Santiago
El marquesado de Villamayor de Santiago es un título nobiliario español, del reino del Perú y por tanto de Castilla, creado por el rey Felipe IV, con la denominación original de marqués de Santiago y mediante real cédula del 14 de julio de 1660, en favor de Dionisio Pérez Manrique y Ciria, caballero de la Orden de Santiago, que fue colegial de Alcalá, alcalde de corte, oidor de la Real Audiencia de Lima, presidente de las de Charcas y Santa Fe, y gobernador y capitán general del Nuevo Reino de Granada.

## Los dos marquesados de Santiago y el cambio de denominación
En 1706, se creó el marquesado de Santiago: otro título distinto pero con el mismo nombre, y durante casi dos siglos convivieron dos títulos de igual denominación. Esto ha sido un caso raro pero no único en la nobiliaria española.
El más antiguo de los dos marquesados de Santiago —el creado en 1660, que es sobre el que trata este artículo— quedó vacante a principios del siglo XIX, hasta que en 1917 el rey Alfonso XIII lo rehabilitó, cambiando su denominación por la de Villamayor de Santiago, para distinguirlo del marquesado de Santiago creado en 1706.
Al parecer, la nueva denominación fue elegida por el solicitante de la rehabilitación y alude a Villamayor de Santiago, villa y municipio de la provincia de Cuenca.

## Lista de marqueses de Santiago y de Villamayor de Santiago
|                                                                                          | Titular                                                  | Periodo                                      |
| Marqueses de Santiago Creación por Felipe IV                                             | Marqueses de Santiago Creación por Felipe IV             | Marqueses de Santiago Creación por Felipe IV |
| ---------------------------------------------------------------------------------------- | -------------------------------------------------------- | -------------------------------------------- |
| I                                                                                        | Dionisio Pérez Manrique y Ciria                          | 1660-1678                                    |
| II                                                                                       | Carlos Pérez Manrique y Camberos                         | 1678-c.1730                                  |
| III                                                                                      | Carlos Fernando de Torres Messía y Pérez Manrique        | c.1730-1780                                  |
| IV                                                                                       | Juan Félix de Encalada y Tello de Guzmán y Torres Messía | 1780-1811                                    |
| V                                                                                        | Juan Félix de Encalada y Ceballos                        | 1811-1813                                    |
| Marqueses de Villamayor de Santiago Rehabilitación y nueva denominación por Alfonso XIII |                                                          |                                              |
| VI                                                                                       | José Velázquez Lambea                                    | 1917-1933                                    |
| VII                                                                                      | Juan Velázquez y Stuyck                                  | 1935-1936                                    |
| VIII                                                                                     | Etelvina Velázquez y Stuyck                              | 1940-1983                                    |
| IX                                                                                       | José Alfonso Caruana y Velázquez                         | 1983-2025                                    |

## Historia de los marqueses de Villamayor de Santiago
- Dionisio Pérez Manrique y Ciria (1599-1678), I marqués de Santiago, caballero de la Orden de Santiago, natural de Tarazona, que fue colegial de Alcalá, alcalde de corte, oidor de la Real Audiencia de Lima, presidente de las de Charcas y Santa Fe y electo de la de Quito, y gobernador y capitán general del Nuevo Reino de Granada.[2]

Era hijo de Lucas Pérez Manrique, natural de Tarazona, regente del Supremo Consejo de Aragón y justicia mayor de este reino,  hijo de Pedro Pérez, natural de la misma ciudad, y de Catalina Manrique su mujer, que lo era de la villa castellana de Cervera en la merindad de Aguilar, y descendiente de los Manrique de Lara. Su madre fue María de Ciria y Bueno, hija de Pascual de Ciria y de María Bueno, naturales los tres de Tarazona.
Casó dos veces: con Teresa de Ulloa Contreras y Zúñiga, y en segundas con Juana Camberos y Hurtado de Sotomayor, nacida en el Cuzco. Le sucedió, en 1678, su hijo del segundo matrimonio:
- Carlos Pérez Manrique y Camberos, II marqués de Santiago, caballero de la misma orden,[3] alcalde de la ciudad de Lima en 1716.

Casó en Lima con Constanza de Rojas y Sandoval, hija de Luis de Rojas y Sandoval y de Josefa de Xarava. Sin descedencia, le sucedió, hacia 1730, su primo hermano, hijo de Alberta Pérez Manrique y Ciria, hermana del I marqués, que había casado con Miguel de Torres Messía y Vivanco, II conde de la Dehesa de Velayos):
- Carlos Fernando de Torres Messía y Pérez Manrique (m. 23 de septiembre de 1780), III marqués de Santiago,[3] III conde de la Dehesa de Velayos, alcalde de Lima en 1737 y 1754.

Casó con Juana de Navia y Bolaños. Sin descendencia, le sucedió su sobrino en 1780:
- Juan Félix de Encalada y Tello de Guzmán y Torres Messía (1734-Lima, 1811), IV marqués de Santiago,[3] caballero de Santiago (1781), regidor perpetuo y alcalde ordinario de la ciudad de Lima.

Casó con Juana de Ceballos Saavedra y Dávalos Rivera, IV condesa de Santa Ana de las Torres, hija de Juan José de Ceballos, III conde de Santa Ana de las Torres, y de Brianda de Saavedra y Bustillos. En 1811 sucedió su hijo:
- Juan Félix de Encalada y Ceballos (Lima, 18 de octubre de 1772-1813), V marqués de Santiago, IV conde de la Dehesa de Velayos y VI conde de Santa Ana de las Torres.

Casó con María Teresa Santiago-Concha y Salazar Traslaviña. Tuvieron por hija única a Josefa de Encalada y Santiago-Concha, que no tituló y murió sin descendencia en Lima el 20 de septiembre de 1871.

## Rehabilitación y nueva denominación
Después de los días del V marqués de Santiago, el título vacó durante un siglo, hasta que el 17 de marzo de 1917 el rey Alfonso XIII lo rehabilitó, con la nueva denominación de Villamayor de Santiago, en favor de:
- José Velázquez Lambea (m. 1933), VI marqués de Villamayor de Santiago.[6]

Casó con Guillermina Stuyck y Garrido. Sucedió su hijo en 1935:
- Juan Velázquez y Stuyck,  VII marqués de Villamayor de Santiago:

Murió sin descendientes, asesinado el 1 de agosto de 1936 en San Fernando de Henares. Por acuerdo de la Diputación de la Grandeza de 1940, sucedió su hermana:
- Etelvina Velázquez y Stuyck, VIII marquesa de Villamayor de Santiago.[7]

Casó con José Caruana y Gómez de Barreda, XI barón de San Petrillo. Por real carta  de sucesión del 6 de junio de 1983, sucedió su hijo:
- José Alfonso Caruana y Velázquez (m. 14 de febrero de 2025[1]), IX marqués de Villamayor de Santiago y XII barón de San Petrillo.[8]